# Крылов, Михаил Евгеньевич
Михаил Евгеньевич Крылов (род. 4 марта 1974 года, Вышний Волочёк, Калининская область, РСФСР, СССР) — российский актёр.

## Биография
В 1997 году окончил ГИТИС, курс Петра Фоменко. В 2000 г. поставил спектакль «Евгений Онегин. Пушкин», возобновленный в 2006 г. под названием «Онегин@точка.ru». Играет в моноспектакле «Дикарь, в защиту пещерного человека».

## Фильмография
- 1999 — Мама — Юра Юрьев (специальная пpeмия aктepскому aнcaмблю на КФ «Кинотавp» в 1999 г.)
- 1999 — Поклонник — Серёженька
- 2003 — Прогулка
- 2004 — Штрафбат — Степан Шутов, штрафник, водитель комбата Твердохлебова
- 2004 — Сыщики-3 — Господин с сигарой (серия «Не стреляйте в пианиста»)
- 2004 — Дальнобойщики 2 (2-я серия «Сель») — Володя
- 2005 — Есенин — Вольф Эрлих
- 2005 — Улица Гоголя — Михаил
- 2005 — Атаман — капитан Скворцов
- 2006 — Секретное оружие — Федотов
- 2006 — Противостояние — Федотов
- 2006 — Под ливнем пуль — Федотов
- 2006 — День денег —  больной
- 2007 — Завещание Ленина — Коля Зотов
- 2008 — Игра — капитан Гусь
- 2008 — Плюс один — мужик в троллейбусе
- 2008 — Гитлер капут! — Адольф Гитлер
- 2009 — Два часа
- 2009 — Обстоятельства — Артур
- 2010 — Котовский — Ося Руф
- 2010 — Естественный отбор — Тото
- 2010 — Гаражи — Павел Иванович Семенюк
- 2011 — Раскол — Сенька Заморыш
- 2012 — Я буду рядом — Борис, отец Мити
- 2012 — Тёмное царство — Савва Геннадич Васильков
- 2013 — Дублёр
- 2013 — Пепел — «Нежный» (Семён Нежданов), вор-карманник
- 2013 — Бомба — Марик Шенкерман
- 2013 — Что творят мужчины!
- 2013 — Между нами девочками — риелтор Павел Сергеевич
- 2014 — Поддубный — Терри Коувел, менеджер Поддубного в США
- 2014 — В Москве всегда солнечно
- 2015 — Воронины — незадачливый отец мальчика (серия 320)
- 2016 — Экипаж — шахтёр на острове Канву
- 2016 — Следователь Тихонов — эпизод
- 2016 — Монах и бес — монах
- 2018 — Лапси — «Геолог»
- 2020 — Москвы не бывает — Митютя
- 2023 — Тайна пропавшей деревни — Семён Чукаров

## Озвучивание
- 2007 — Рататуй — Альфредо Лингвини[1][2]
- 2012 — Черепашки Ниндзя — второстепенные персонажи (1 сезон)